# Adieu Bonaparte
Adieu Bonaparte è un film del 1985 diretto da Yusuf Shahin.